# Ivanenko
Ivanenko (ukrainska: Iваненко;  belarusiska: Іваненка; ryska: Иваненко) är ett ukrainskt efternamn.

## Personer med efternamnet Ivanenko
- Vjatjeslav Ivanenko, en sovjetisk friidrottare inom gång.
- Anastasia Ivanenko, en rysk simmare